# Giuseppe Costanzo (Geistlicher)

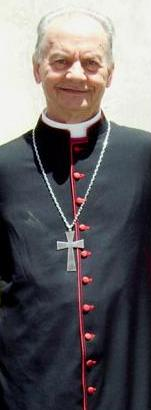
Erzbischof Giuseppe Costanzo (2007)

Giuseppe Costanzo (* 2. Januar 1933 in Carruba di Riposto, Provinz Catania, Italien) ist emeritierter Erzbischof von Syrakus.

## Leben
Giuseppe Costanzo wurde am 2. Januar 1933 in Carruba di Riposto geboren, einem Ortsteil der Gemeinde Riposto auf Sizilien. Am 15. August 1955 empfing er die Priesterweihe für das Bistum Acireale. Er war Professor für Exegese und biblische Sprachen am Seminar von Acireale und wurde dort Regens des Seminars.
Am 21. Februar 1976 wurde er durch Papst Paul VI. zum Titularbischof von Mazaca ernannt und zum Weihbischof des Bistums Acireale bestellt. Die Bischofsweihe spendete ihm am 4. April 1976 der Erzbischof von Palermo, Salvatore Kardinal Pappalardo; Mitkonsekratoren waren Pasquale Bacile, Bischof von Acireale, und Domenico Picchinenna, Erzbischof von Catania.
1982 ernannte Papst Johannes Paul II. ihn zum Bischof von Nola und am 7. Dezember 1989 zum Erzbischof von Syrakus. Am 12. September 2008 nahm Papst Benedikt XVI. Costanzos aus Altersgründen vorgebrachtes Rücktrittsgesuch an.